# Bill Berg
William Daniel „Bill“ Berg (* 21. Oktober 1967 in St. Catharines, Ontario) ist ein ehemaliger kanadischer Eishockeyspieler, der im Verlauf seiner aktiven Karriere zwischen 1985 und 1999 unter anderem 607 Spiele für die New York Islanders, Toronto Maple Leafs, New York Rangers und Ottawa Senators in der National Hockey League (NHL) auf der Position des linken Flügelstürmers bzw. Verteidigers bestritten hat. Seinen größten Karriereerfolg feierte Berg jedoch im Trikot der Springfield Indians mit dem Gewinn des Calder Cups der American Hockey League (AHL) im Jahr 1990.

## Karriere
Berg verbrachte seine Juniorenzeit zwischen 1983 und 1987 zunächst zwei Jahre in der Golden Horseshoe Junior Hockey League (GHJHL) bei den Grimsby Peach Kings und anschließend zwei Spielzeiten bei den Toronto Marlboros in der höherklassigen Ontario Hockey League (OHL). Während der Zeit bei den Marlboros wurde der Verteidiger im NHL Entry Draft 1986 in der dritten Runde an 59. Position von den New York Islanders aus der National Hockey League (NHL) ausgewählt. Zum Ende der Spielzeit 1986/87 bestritt das Talent für New Yorks Farmteam aus der American Hockey League (AHL), die Springfield Indians, seine ersten Profieinsätze.
Im Sommer 1987 wechselte der Kanadier fest in den Profibereich, schaffte es in den folgenden Jahren aber nicht, sich im Kader der Islanders zu etablieren. Stattdessen lief er weiter für die Indians auf. Erst als er mit der Mannschaft am Ende der Saison 1989/90 den Calder Cup der AHL gewonnen hatte, woran er mit 17 Scorerpunkten in 15 Spielen auf der Position des Flügelstürmers maßgeblichen Anteil hatte, schaffte Berg zum Spieljahr 1990/91 den Sprung in das NHL-Aufgebot der Isles. Dort war er bis zum Dezember 1992 Stammspieler, ehe er über die Waiver-Liste von den Toronto Maple Leafs ausgewählt wurde, nachdem die Islanders versucht hatten, ihn abermals in die Minor Leagues zu schicken. Durch die Auswahl übernahmen die Maple Leafs Bergs laufenden Vertrag und setzten ihn bis zum Februar 1996 weiterhin in der NHL ein. Während dieser Zeit erreichte er mit Toronto in den Jahren 1993 und 1994 zweimal das Conference-Finale der Playoffs.
Im Februar 1996 wurde der variabel einsetzbare Spieler im Tausch für Nick Kypreos an die New York Rangers abgegeben, wo er bis zum Ende der Saison 1997/98 aktiv war. Zum Beginn der Spielzeit 1998/99 fand sich Berg jedoch im AHL-Farmteam Hartford Wolf Pack wieder, woraufhin er Ende November 1998 mit einem Zweitrunden-Wahlrecht im NHL Entry Draft 1999 für den Tschechen Stanislav Neckář zu den Ottawa Senators transferiert wurde. Beim Franchise aus der kanadischen Landeshauptstadt beendete Berg die Saison und gab anschließend – kurz vor seinem 32. Geburtstag – seinen Rückzug aus dem aktiven Sport bekannt.

## Erfolge und Auszeichnungen
- 1990 Calder-Cup-Gewinn mit den Springfield Indians

## Karrierestatistik
(Legende zur Spielerstatistik: Sp oder GP = absolvierte Spiele; T oder G = erzielte Tore; V oder A = erzielte Assists; Pkt oder Pts = erzielte Scorerpunkte; SM oder PIM = erhaltene Strafminuten; +/− = Plus/Minus-Bilanz; PP = erzielte Überzahltore; SH = erzielte Unterzahltore; GW = erzielte Siegtore; 1 Play-downs/Relegation; Kursiv: Statistik nicht vollständig)